# 46e cérémonie des Kansas City Film Critics Circle Awards
 (mai 2018).
Si vous disposez d'ouvrages ou d'articles de référence ou si vous connaissez des sites web de qualité traitant du thème abordé ici, merci de compléter l'article en donnant les références utiles à sa vérifiabilité et en les liant à la section « Notes et références ».
La 46e cérémonie des Kansas City Film Critics Circle Awards, décernés par la Kansas City Film Critics Circle, a eu lieu le 2 janvier 2011, et a récompensé les films réalisés l'année précédente.

## Palmarès
- Meilleur film :
  - The Social Network
- Meilleur réalisateur : (Robert Altman Award)
  - Christopher Nolan pour Inception
- Meilleur acteur :
  - Colin Firth pour le rôle du roi George VI dans Le Discours d'un roi (The King's Speech)
- Meilleure actrice :
  - Natalie Portman pour le rôle de Nina dans Black Swan
- Meilleur acteur dans un second rôle :
  - Christian Bale pour le rôle de Dickie Eklund dans Fighter (The Fighter)
- Meilleure actrice dans un second rôle :
  - Hailee Steinfeld pour le rôle de Mattie Ross dans True Grit
- Meilleur scénario original :
  - Inception – Christopher Nolan
- Meilleur scénario adapté :
  - The Social Network – Aaron Sorkin
- Meilleur film en langue étrangère :
  - Mother (마더) •  Corée du Sud
- Meilleur film d'animation :
  - Toy Story 3
- Meilleur film documentaire :
  - Faites le mur ! (Exit Through the Gift Shop)
- Meilleur film de science-fiction, d'horreur ou fantastique : (Vince Koehler Award)
  - Inception